# السفارة السعودية في المكسيك
سفارة المملكة العربية السعودية في المكسيك، هي بعثة دبلوماسية سعودية تقع في العاصمة المكسيكية مدينة مكسيكو ويترأس البعثة سفير خادم الحرمين الشريفين هيثم بني حسن العبدلي المالكي.

## وصلات خارجية
- موقع سفارة المملكة العربية السعودية السعودية في المكسيك
- وزارة الخارجية السعودية (بالعربية)
- Ministry of Foreign Affairs of Kingdom of Saudi Arabia (بالإنجليزية)